# Баніяс
Баніяс (араб. بانياس Bāniyās) — місто в провінції Тартус, північний захід Сирії, та лежить на підніжжі пагорбу Калаат ель-Маркаб (на якому розташовано замок Маргаб лицарів ордену Госпітальєрів). За 55 км на північ розташовано місто Латакія та за 35 км на південь - місто Тартус.
Місто відоме фруктовими садами та експортом деревини. В північній частині міста працює один з найбільших в Сирії нафтопереробних заводів, також в місті є електростанція.

## Історія
У фінікійські часи тут розташовувався важливий морський порт, відомий грекам як Балемія. Можливо в часи стародавньої Греції місто запозичило назву Лейкас (за словами Стефана Візантійського) у острова в західній Греції. Латинська назва міста Баланея. Воно було колонією Арвада, та Стефан Візантійський вважав, що воно розташоване в Фінікії попри те, що воно швидше належить колишній римській провінції Сирія.
Перший відомий єпископ міста брав участь в Першому Нікейському соборі в 325 році.
Під час масових заворушень та громадянської війни в 2011 році за місто відбувались запеклі бої з регулярною армією Сирії.